# Winiec (Białoruś)
Winiec (biał. Вінец; ros. Винец) – wieś na Białorusi, w obwodzie brzeskim, w rejonie prużańskim, w sielsowiecie Linowo, przy drodze republikańskiej P101.
W dwudziestoleciu międzywojennym leżał w Polsce, w województwie poleskim, w powiecie prużańskim.